# Vlag van Peru
De vlag van Peru is een verticale driekleur in de kleuren rood-wit-rood. De vlag werd ontworpen door de Zuid-Amerikaanse onafhankelijkheidsstrijder José de San Martín en aangenomen op 25 februari 1825 en op 31 maart 1950 aangepast.

## Drie versies
Afhankelijk van het gebruik wordt de vlag voorzien van verschillende emblemen en heeft zij een andere naam. Er zijn drie versies:
- De Nationale Vlag of Civiele Vlag (Bandera Nacional) mag door iedereen gebruikt worden en heeft geen emblemen.
- Het Nationaal Vaandel of Staatsvlag (Pabellón Nacional) wordt gebruikt door de overheid. Deze variant heeft in het midden van de witte baan het wapen van Peru.
- De Oorlogsvlag (Bandera de Guerra) wordt gebruikt door het leger en de nationale politie. Deze variant heeft in het midden van de witte baan het (enigszins aangepaste) wapenschild van het land met daaromheen Peruaanse vlaggen.

De verhouding tussen de hoogte en de breedte is bij alle drie de varianten 2:3.

### Wapen
Het wapen op de staats- en oorlogsvlag toont in drie velden de drie rijkdommen van het land: het plantenleven, het dierenleven en de mineralen. Het wapen op de staatsvlag wordt omringd door een olijftak en een lauriertak. Boven het wapen staat een gesloten krans van bladeren van een steeneik. Op de oorlogsvlag is de krans helemaal open.

## Historische vlaggen

### Voorgestelde vlag van 1820

Vlag gehesen door admiraal Miller in oktober 1820.

Tijdens het onderkoninkrijk Peru wapperde de Spaanse vlag uit het koloniale tijdperk boven Peru. In 1820, tijdens de onafhankelijkheidsstrijd, hees de in Groot-Brittannië geboren generaal William Miller in Tacna de eerste vlag die het opkomende land vertegenwoordigde. Hoewel de originele vlag verloren is gegaan, werd hij beschreven als marineblauw met een gouden zon die Inti voorstelde.

### Vlag van 1820

Eerste republikeinse vlag, gemaakt door generaal José de San Martín.

De eerste vlag van de Republiek Peru werd ontworpen door generaal José de San Martín en officieel afgekondigd op 21 oktober 1820. De vlag is diagonaal gekwartierd, met witte bovenste en onderste velden en de andere rood. De vlag werd versierd met een ovaalvormige lauwerkrans in het midden, met daaromheen een zon die opkomt achter bergen aan zee. De symboliek van de kleuren van de vlag is onzeker, maar volgens de Peruaanse auteur Abraham Valdelomar werd San Martín, toen hij aankwam op de kust van het zuidelijke Pisco, geïnspireerd door de kleuren van parihuanas, rood-witte flamingo's. Historici van de vroege Peruaanse Republiek, zoals Leguía y Martínez en Pareja Paz Soldán, geven een andere verklaring, door te suggereren dat San Martín het rood van de vlag van Chili en het wit van de vlag van Argentinië nam, de herkomst herkennend van de mannen van het bevrijdingsleger. Historicus Jorge Fernández Stoll denkt dat San Martin in 1820 voorstander was van een constitutionele monarchie en koos voor het gebruik van monarchale symbolen en kleuren: Castilië gebruikte jarenlang de kleuren rood en wit, de oude vlag van het onderkoningdom het Bourgondisch kruis was rood en wit en de diagonale lijnen van de vlag bootsten de kruisvorm na, de rode kleur was het koninklijke symbool van de mascaipacha van Inca-koningen en van het vaandel van de Spaanse koning in die tijd. De vlag bleek moeilijk aan te nemen vanwege de complexe constructie; zonder gestandaardiseerde afmetingen in die tijd, bleek een driehoekige vlag moeilijk te bouwen.

### Vlag van maart 1822

Tweede ontwerp, door Torre Tagle.

In maart 1822 verordende José Bernardo de Tagle, markies van Torre Tagle en opperste afgevaardigde van de Republiek, die San Martín tijdelijk verving toen deze naar Guayaquil afreisde, een nieuw ontwerp voor de vlag. Dit bestond uit een horizontale triband, met een witte band tussen twee rode en een gouden Inti in het midden, vergelijkbaar met de vlag van Argentinië. Deze wijziging werd volgens Torre Tagle onder andere gerechtvaardigd door het ongemak bij de constructie van de vorige versie.
Er ontstond een probleem op de slagvelden: de gelijkenis met de Spaanse vlag, vooral van veraf, maakte het onderscheid tussen de legers moeilijk, wat leidde tot een nieuwe verandering van de vlag.

### Vlag van mei 1822

Derde ontwerp.

Op 31 mei 1822 veranderde Torre Tagle het ontwerp van de vlag opnieuw. De nieuwe versie was een verticale triband, met rode buitenste banden en een witte middelste band, met een gouden zon die Inti voorstelde in het midden.

### Vlag van 1825

Vierde vlag, gemaakt in 1825.

Op 25 februari 1825, tijdens de regering van Simón Bolívar, veranderde het Grondwetgevend Congres het ontwerp van de vlag door de wet op de nationale symbolen af te kondigen. De fundamentele verandering was de afbeelding van de zon voor het gloednieuwe wapenschild, ontworpen door José Gregorio Paredes en Francisco Javier Cortés.
Op deze manier werd de vlag definitief gevormd door twee verticale banden van rood aan de uiteinden en wit in het midden, met het wapenschild in het midden van de middelste band.

### Vlaggen van de Peruaans-Boliviaanse Confederatie, 1836-1839

Vlag van de Confederatie van Peru en Bolivia, 1836-1839.

Vlag van de Republiek Zuid-Peru, 1836-1839.

Van 1836 tot 1839 werd Peru tijdelijk opgesplitst in de republieken Zuid-Peru en Noord-Peru, die samen met Bolivia de Confederatie van Peru en Bolivia vormden.
Het Zuiden werd als eerste gevormd en nam een nieuwe vlag aan: een rode verticale band aan de linkerkant, met een gouden zon en vier kleine sterren erboven (die Arequipa, Ayacucho, Cuzco en Puno voorstellen, de vier groepen van de republiek), en de rechterkant verdeeld in een bovenste groene band en een onderste witte. Het Noorden behield de munteenheid en alles van het ontbonden Peru, inclusief de vlag.
De vlag van de Peruaans-Boliviaanse Confederatie toonde de wapenschilden van Bolivia, Zuid- en Noord-Peru, van links naar rechts en schuin onder verschillende hoeken, op een rood veld, versierd met een lauwerkrans. Een andere versie van de vlag van de confederatie wordt aangeboden door Flags of the World.
Na de ontbinding van de Confederatie werd de oude Republiek Peru hersteld in de samenstelling van 1836, net als de nationale symbolen.

### Vlag van 1950

Huidige vlag, sinds 1950 in gebruik genomen.

In 1950 veranderde president Odría de nationale vlag in zijn huidige vorm en verwijderde het wapenschild uit de civiele vlag, omdat deze de facto werd gebruikt en gemakkelijker te maken was. De nationale vaandel en oorlogsvlag werden gecreëerd voor exclusief gebruik, elk met een variant van het wapen, dat ook enigszins werd gewijzigd. Dit zijn vandaag de dag nog steeds de officiële vlaggen.